# شارب هتلر

شارب هتلر

شارب هتلر أو شارب فرشاة الأسنان هو شكل من أشكال الشوارب. كان موضة  على امتداد نصف قرن حتى نهاية الحرب العالمية الثانية.

## التاريخ
كان هذا النمط شائعا في الولايات المتحدة في أواخر القرن التاسع عشر، ثم انتشر إلى ألمانيا وعموم أوروبا الوسطى، وبلغت ذروته في الفترة ما بين الحربين قبل أن يخرج عن الموضة عقب انتهاء الحرب العالمية الثانية، بسبب ارتباطه بأشهر من وضعه؛ أدولف هتلر.

## التسمية
يحمل الشارب عدة أسماء؛ منها الشارب الهتلري، نسبة إلى هتلر، وشارب فرشاة الأسنان. وتعود التسمية الأخيرة إلى شكل الشارب وحجمه الذين يشبهان إلى حد كبير ألياف النايلون الموجودة على فرشاة الأسنان.

## الشكل
تتمثل حدوده في النثرة بشكل أساسي، وعموم منطقة ما تحت المنخرين. أما الحواف الجانبية فتكون محلوقة لا يشملها الشعر. يبلغ طوله في المعدل بين سنتيمتر ونصف، إلى أربعة سنتيمترات من مساحة منطقة ما فوق الشفة العليا وقوس كيوبيد.

## شخصيات شهيرة بشارب هتلر
حمل العشرات من الأعلام والمشاهير شارب هتلر، منهم:

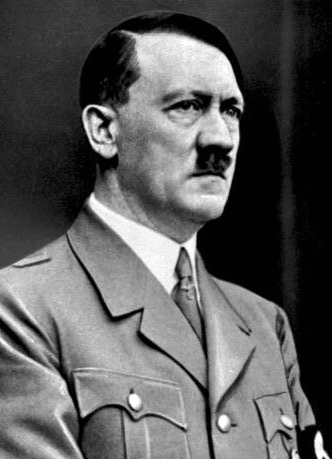
المستشار الألماني أدولف هتلر، وهو أشهر من ملك شاربا من هذا النوع، وصار أحد الرموز الأيقونية التي التصقت به إلى جانب الصليب المعقوف.
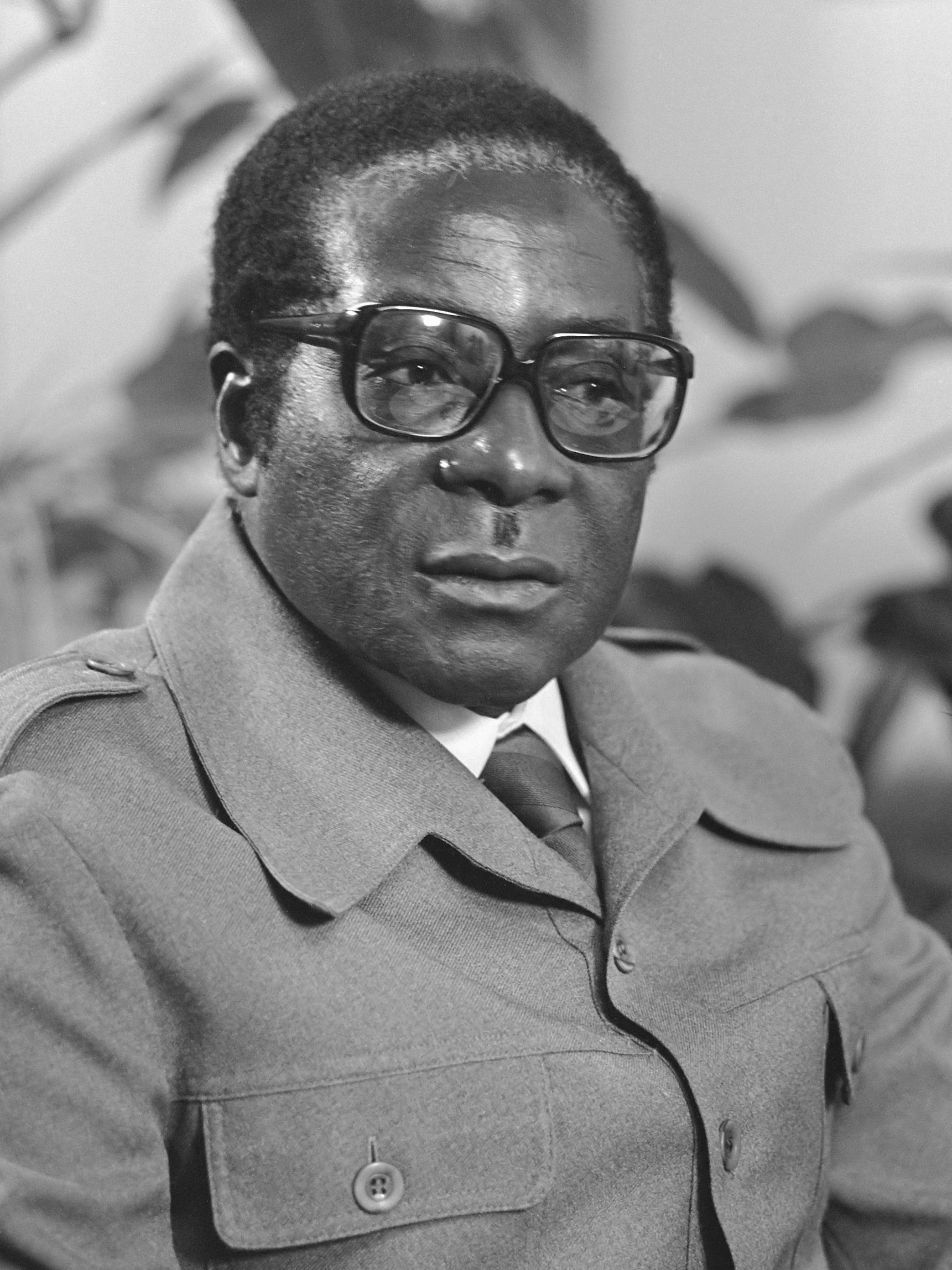
الرئيس الزيمبابوي روبرت موغابي، ويقتصر شعر شاربه على منطقة النثرة دون سواها.
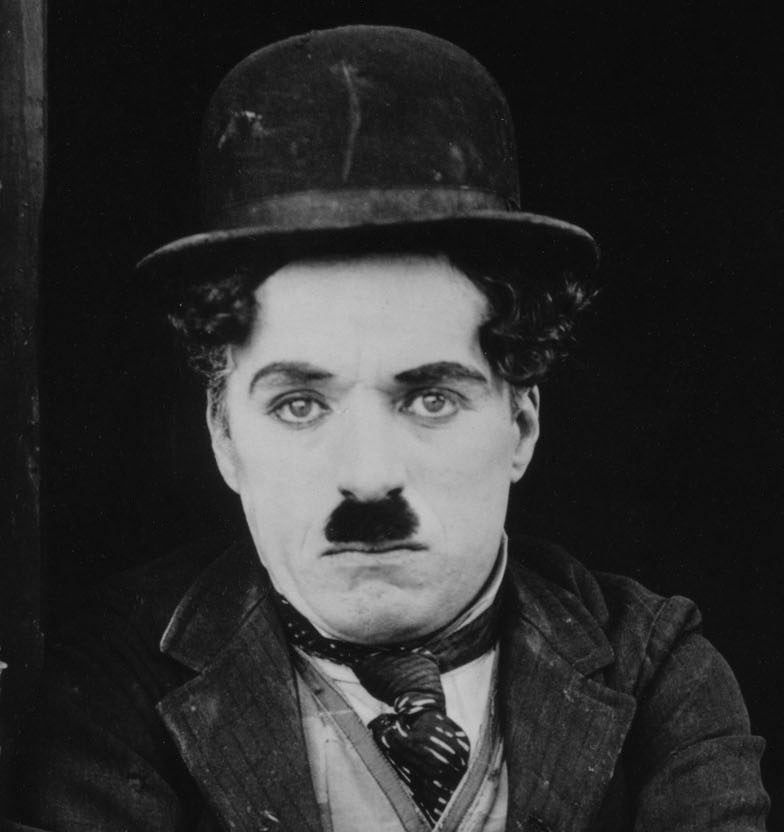
عُرف تشارلي تشابلن بشاربه الصغير في أعماله التمثيلية؛ خاصة شخصية المتشرد وفيلم الديكتاتور العظيم الذي نقد فيه النازية.
الرئيس اليمني الأسبق أحمد الغشمي رئيس الجمهورية العربية اليمنية.
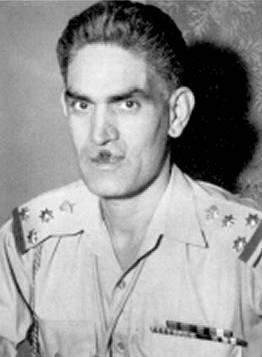
عبد الكريم قاسم رئيس وزراء العراق ( 1958 - 1963).
سيد قطب كاتب ومفكر إسلامي مصري وعضو سابق في مكتب إرشاد جماعة الإخوان المسلمين.

## طالع أيضًا
- شارب
- فرشاة أسنان
- أدولف هتلر